# Бубер Євген Борисович
Євген Борисович Бубер (4 березня 1972, м. Одеса, УРСР — 31 березня 2023) — український актор театру та кіно, телеведучий, шоумен, організатор та ведучий святкових подій та концертів, директор Одеського театру юного глядача (2010–2017), радник директора-художнього керівника Одеського академічного українського музично-драматичного театру ім. Василя Василька, заслужений діяч мистецтв України (2015).

## Життєпис
Народився 4 березня 1972 року в місті Одесі.
Закінчив Вище театральне училище імені М. С. Щепкіна при Державному академічному Малому театрі Росії за спеціальністю «актор драматичного театру та кіно».
Працював у театрі-студії «Перехрестя» (під керівництвом А.І. Антонюка) та у єврейському театрі «Гевел геволім» («Суєта суєт») (під керівництвом В.М. Басселя), знімався у кіно («На мить озирнутися...», «Дежа Вю», «Офіціант із золотим підносом», «Потяг до Брукліна» та інші).
З 2010 по 2017 рік працював директором Одеського театру юного глядача (який з 1941 року носив ім'я Миколи Островського, а за його каденції, 2016 року, театру було присвоєно ім'я Юрія Олеші).
Викладав сценічну майстерність. Працював ведучим урочистих церемоній, як конферансьє проводив концерти та фестивалі в Росії, Угорщині, Туреччині, Єгипті тощо. Був членом Спілки театральних діячів України, Всесвітнього клубу одеситів.
Жив та працював в Одесі.
У січні 2022 року актору поставили діагноз «аденокарцинома легень третьої стадії».
Помер 31 березня 2023 року. Прощання відбулося 3 квітня 2023 року у фоє Одеського українського театру.

## Фільмографія
- 1984 — «На мить озирнутися...»
- 1989 — «Дежа Вю»
- 1992 — «Офіціант із золотим підносом»
- 1992 — «Очі»
- 1995 — «Потяг до Брукліна»
- 2002–2004 — «Комедійний коктейль»
- «Квадрат»
- 2021 — «Ілюзія контролю»

## Нагороди і відзнаки
- 2015 — Заслужений діяч мистецтв України[11]